# 哈拉德威治
在托爾金（J. R. R. Tolkien）的小說裡，哈拉德威治（Harad）在辛達林語及昆雅语中解作南方，是剛鐸（Gondor）及魔多（Mordor）南方的一片廣大土地區。當地人稱呼為哈拉德威治，亦稱為哈拉德（Harad）。哈拉德威治的人類為哈拉德林人（Haradrim）或南方人（Southrons）。
托爾金曾在論及中土大陸與現今地球對應的地理位置時表示：「而哈拉德之南則是非洲，酷熱的國家」:181。

## 描述
亞拉岡（Aragorn）曾簡短描述過哈拉德威治—「哈拉德威治的星星很奇特」。《魔戒三部曲》裡，中土大陸是一個球體，不同於第一紀元時那樣是平面的。
哈拉德威治的部族是分裂的— 至少在中土大陸北方人的眼中是這樣的 —分為近哈拉德（Near Harad）及遠哈拉德（Far Harad）。雖然同為哈拉德林人，但兩地的人類互相仇視。近哈拉德人是褐皮膚、黑頭髮和黑眼睛的。遠哈拉德人則是黑皮膚的（可能是食人妖和人類混血的）
自第二紀元後期始，許多哈拉德林人都受努曼諾爾人（Númenóreans）統治。在最後聯盟戰役（War of the Last Alliance）之前，兩位努曼諾爾首領赫魯莫（Herumor）和富努爾（Fuinur）「在哈拉德林人中甚具影響力」，但在戰後，便沒有有關兩人的記錄。
第三紀元時期，許多哈拉德林人仍受黑暗努曼諾爾人（Black Númenórean）首領或剛鐸國王統治，但是哈拉德威治最終還是受到魔多的影響。
遠哈拉德多是叢林荒地。住在當地的著名動物為猛瑪（mûmakil），是一種與大象相似但比大象還大的動物。它們被遠哈拉德人用作可移動的戰爭巨塔。
近哈拉德人與昂巴海盜（Corsairs of Umbar）組建了一個聯盟，卷進了一系列對剛鐸的戰爭。在以往，其北部邊界是哈爾南河（Harnen），但在魔戒聖戰（War of the Ring）期間，波羅斯河（Poros）以南的土地都受到近哈拉德人的支配。
魔戒聖戰時的其中一個哈拉德威治首領佩有一個紅底黑蛇的徽章，在第三紀元3019年的帕蘭諾平原戰役（Battle of the Pelennor Fields）中被洛汗（Rohan）國王希優頓（Théoden）所殺。
隨著第四紀元亞爾諾聯合王國（Reunited Kingdom）的建立，這為哈拉德威治帶來了和平。
近哈拉德以東之地是侃德（Khand）。